# Elektro-rock
Elektro-rock eller elektronisk rock er en musikgenre, der opstod som en fusion af rockmusik og elektronisk musik med en række instrumenter, der typisk findes inden for begge genrer. Genren stammer fra slutningen af 1960'erne, da rockbands begyndte at inddrage elektroniske instrumenter i deres musik. Elektro-rock indeholder som regel elementer fra andre typer af musikstile, herunder punk rock, industrial rock, hiphop, techno og synthpop, som igen har været med til at skabe undergenrer som f.eks. electronica, dance-punk og electroclash.

## Overblik
Som følge af at genren er et mix af rock og elektronisk musik, findes der selvstændige elektroniske rock-instrumenter indenfor begge genrer, såsom synthesizere, mellotroner, båndet musik, dubbeteknikker, el-guitarer og elektriske trommer. Nogle elektro-rock-kunstnere undlader ofte at bruge guitarer til fordel for ren computerteknologi for at efterligne rocklyden. Sangstemmerne varierer fra rolige til højtemposang, men der findes også rene instrumentalnumre indenfor genren.
Tendensen med at rockbands begyndte at indarbejde elektroniske lyde i deres musik, begyndte i slutningen af 1960'erne. Ifølge en musikanmelder Simon Reynolds, omfatter det bl.a. bands som The United States of America, White Noise og Gong. Andre tidlige eksempler på et mix af synthesizere og den såkaldte konkrete musik's optageteknikker sammenholdt med almindelige rockinstrumenter, omfatter Silver Apples, Fifty Foot Hose, Syrinx, Lothar and the Hand People, Beaver & Krause og Tonto's Expanding Head Band. Mange af denne type 60'er-bands blandede desuden psykedelisk rock med avantgarde-musik eller forskellige undergrundsgenrer.
I 1970'erne opstod "krautrock" i Tyskland med bands som f.eks. Neu!, Kraftwerk, Can og Amon Düül, der alle udfordrede rockens musikalske grænser ved at benytte elektroniske instrumenter. Elektro-rockens popularitet er vokset støt siden de sene 00'ere.

## Elektro-rockens undergenrer
Begrebet "progressiv rock" (eller "prog rock") blev oprindeligt opfundet i 1960'erne og omfattede den musik, der ellers ville blive beskrevet som "elektronisk rock", mens definitionen af "prog" senere blev indsnævret til at være sin egen genre - i modsætning elektro-rockens mere fremadrettede og eksperimentelle tiltag.
Elektonisk rock forbindes bl.a. med industrial rock, synth-pop, dance-punk, electronica og new wave, og også med electroclash, new rave, post-punk revival samt post-rock, der regnes for en slags undergenrer. Nogle gange er visse andre elektroniske undergenrer smeltet helt sammen med rock, eksempelvis trance og techno, og man anvender derfor disse begreber selvstændigt.
Punk rock er efterhånden blevet så integreret med den elektroniske musik, at det har skabt undergenrer som synthpunk (også kendt under navnet "electropunk") og dance-punk. Oven i det er pop punk fusioneret med elektronisk rock og har skabt begrebet neon pop. Forever the Sickest Kids' 2009-album, Underdog Alma Mater, er blevet omtalt som en større milepæl indenfor denne genre.
Heavy metal er en stor genre indenfor rock-begrebet, og blandes undertiden med elektro-rock og dens undergenrer, så resultatet bliver elektronisk metal, synth-metal, elektronisk dance metal, trance metal og techno metal.

## See also
- Elektropop
- Dancerock
- Elektronisk musik